# Moravský Písek
Moravský Písek (in tedesco Mährisch Pisek) è un comune della Repubblica Ceca facente parte del distretto di Hodonín, in Moravia Meridionale.